# Мацуура, Коитиро
Коитиро Мацуура (яп. 松浦 晃一郎 Мацуура Ко:итиро:, род. 29 сентября 1937 года в Токио) — генеральный директор ЮНЕСКО в 1999—2009 годах.

## Биография
Окончил юридический факультет Токийского университета (1959) и экономический факультет колледжа Хэйверфорд (США, Пенсильвания, 1961). Работал дипломатом, в 1992—1994 годах занимал должность заместителя министра иностранных дел Японии.
20 октября 1999 года был избран генеральным директором ЮНЕСКО (вступил в должность 15 ноября). Стал девятым по счёту руководителем этой международной организации и первым представителем азиатской страны на данном посту. 12 октября 2005 года был переизбран на пост генерального директора ЮНЕСКО на 4-летний срок.
Резолюция ООН (53/15) гласит: 2000 — Международный год культуры мира. В мае 2000 года Коитиро Мацуура направил в Международный Дельфийский Совет своё приветствие, в котором выразил поддержку инициативы возрождения Дельфийских игр.
10 июня 2008 года за выдающийся вклад в международное сотрудничество и укрепление связей с РУДН Коитиро Мацууре было присвоено звание почётного доктора Российского университета дружбы народов.

## Награды и почётные звания
- Кавалер Большого креста ордена Великого князя Литовского Гядиминаса (Литва, 23 апреля 2001 года) — за усилия по продвижению демократии и терпимости в мире и развитию культурного сотрудничества между государствами и народами[5]
- Командорский Крест со звездой ордена Заслуг (Венгрия, 2002)
- Большой крест ордена «За заслуги» (Румыния, 2002)[6]
- Орден «Данакер» (Кыргызстан, 29 октября 2002 года) — за особый вклад в развитие образования, науки и культуры в Кыргызстане, активное содействие проведению Бишкекского горного саммита[7]
- Почётный доктор Московского государственного университета имени М. В. Ломоносова (2003)[8]
- Орден «Слава» (Азербайджан, 23 августа 2005 года) — За заслуги в развитии взаимоотношений между Организацией Объединённых Наций по вопросам образования, науки и культуры (ЮНЕСКО) и Азербайджанской Республикой[9].
- Медаль «100-летие органов дипломатической службы Азербайджанской Республики» (Азербайджан, 2020)[10].
- Орден князя Ярослава Мудрого II степени (Украина, 30 марта 2006 года) — за выдающийся личный вклад в дело сохранения всемирного культурного наследия, развитие сотрудничества Украины и ЮНЕСКО в интеллектуальной сфере[11]
- Орден «Полярная Звезда» (Якутия, 19 июля 2006 года)[12]
- Большой крест ордена «За верную службу» (Румыния, 2007)[13]
- Орден Дружбы (Россия, 3 октября 2007 года) — за большой личный вклад в сотрудничество между Российской Федерацией и Организацией Объединённых Наций по вопросам образования, науки и культуры (ЮНЕСКО)[14]
- Орден «Стара-планина» I степени (Болгария, 21 ноября 2003 года)[15]
- В 2002 году была присуждена Международная премия «Диалог цивилизаций».
- Зарубежный почётный член Российской академии художеств[16]
- Международная премия «Золотой чинар» (Азербайджан, 2011).